# Відьомство (фільм)
Відьомство (італ. La casa 4 англ. Witchery) — фільм жахів італійського режисера Фабріціо Лауренті. Продовження фільму Будинок з привидами

## Сюжет
Старий готель, який раніше приголомшував всіх своєю заможністю, зараз зовсім покинутий і забутий. Але він зберігає страшну таємницю. Одного разу відомий фотограф і його наречена приїжджають сюди, щоб зробити серію знімків для модного журналу. Краще було б вибрати інше місце, але тепер вже запізно…

## У ролях
- Девід Гассельгофф — Гарі
- Лінда Блер — Джейн Брукс
- Кетрін Гікленд — Лінда Салліван
- Енні Росс — Роза Брукс
- Гільдеґард Кнеф — леді у чорному
- Леслі Каммінг — Леслі
- Роберт Шампейн — Фредді Брукс
- Рік Фарнсворт — Джеррі Джордано
- Майкл Манчестер — Томмі Брукс
- Френк Каммарата — Тоні Джордано
- Вікторія Біггерс — секретар
- Елі Кофлін — сатана
- Кара Лінч — Сінді
- Джеймі Гейнс — Джон
- Річард Леденбург — шериф
- Джордж Стівенс — рибак

## Додаткова література
- Roberto Curti[it]. Italian Gothic Horror Films, 1970—1979. — Jefferson, North Carolina : McFarland & Company, 2017. — 246 p. — ISBN 978-1476664699.